# Rapaics Raymund (botanikus)
Rapaics Raymund vagy Rajmund  (Nagyenyed, 1885. február 15. – Budapest, 1954. március 19.) botanikus, biológus, tudománytörténész, a Magyar Tudományos Akadémia levelező tagja (1948). Botanikai szakmunkákban nevének rövidítése: „Rapaics”.

## Élete
Egyetemi tanulmányait Budapesten és Wrocławban végezte. 1906-ban demonstrátori posztot nyert el a budapesti egyetem általános növénytani tanszékén, e tisztséget a következő évig töltötte be, amikor doktorátust szerzett. 1907-től 1911-ig tanársegéd volt a kassai, illetve a kolozsvári gazdasági akadémián, majd nyolc évre a debreceni Magyar Királyi Gazdasági Akadémia növénytantanára lett. A Tanácsköztársaság idején baloldali magatartást tanúsított, ami miatt 1919-ben kitették az állásából, sőt 1920-ban nyugdíjazták is. Ezt követően évekig magántisztviselőként tevékenykedett, mígnem 1926-ban az Állami Földtani Intézetben kapott munkát. 1929-től 1945-ig a Természettudományi Társulat könyvtárosa, 1945 után pedig annak egyik vezetője volt. 1937-ben Baumgarten-díjat kapott.
Tudományos munkássága során egyaránt foglalkozott növényföldrajzi, növényrendszertani és társulástani (cönológiai) kérdésekkel, a társulástannak ő volt az egyik legelső magyar képviselője (a Növények társadalma című könyve az első jelentős magyar társulástani munka volt). Kezdetben vitatott növényrendszertani problémákat elemzett, és intenzíven foglalkozott a történelmi Magyarország növényföldrajzával is, melynek keretében összeállította az ország növényföldrajzi beosztását és flóratérképet szerkesztett. Tudományos ismeretterjesztő munkássága is jelentős: számos cikket és könyvet írt a növénytan és a biológia területéről. Egész életében foglalkoztatta a kultúrnövények története, de sokat foglalkozott a magyarországi biológia tudománytörténetével is. Legismertebb munkája a magyar Alföld ősi növényvilágáról írt szemléletes műve, melyben igyekezett cáfolni a korábban széles körben elfogadott puszta-elméletet, de több kritikusa szerint túlzott jelentőséget tulajdonított a kulturális behatásoknak.

## Művei
- A sisakvirág-nemzetség rendszere. Systema Aconiti generis. Növénytani (Botanikai) Közlemények, 1907. 6. kötet, 5. füzet, 137–176. o.
- Magyarország növényföldrajza. Budapest, 1910.
- Az Alföld növényföldrajzi jelleme. Selmecbánya, 1918
- A növények társadalma. Bevezetés a növényszociológiába; Athenaeum, Bp., 1926 (Élet és tudomány)
- A növény felfedezése; Magyar Szemle Társaság, Bp., 1932. (A Magyar Szemle Kincsestára)) Online.
- A magyarság virágai. A virágkultusz története; Természettudományi Társulat, Bp., 1932. (Természettudományi Könyvkiadó Vállalat) Online.
- A kenyér és táplálékot szolgáltató növényeink története; Királyi Magyar Természettudományi Társulat, Bp., 1934 (Népszerű természettudományi könyvtár) Online.
- A magyar gyümölcs; Természettudományi Társulat, Bp., 1940 (Természettudományi Könyvkiadó Vállalat) Online: Magyar Mezőgazdasági Múzeum és Könyvtár
- Magyar kertek. A kertművészet Magyarországon; Egyetemi Ny., Bp., 1940. Online. MEK-OSZK
- A növényi vitaminok és hormonok; Természettudományi Társulat, Bp., 1941 (A természettudományok elemei)
- A növények és az ember; Egyetemi Ny., Bp., 1941
- Termesztett növényeink eredete; Magyar Szemle Társaság, Bp., 1943. (Kincsestár) Online.
- A magyar biológia története; Akadémiai, Bp., 1953
- Rapaics Raymund: Az Alföld növényföldrajzi jelleme I-II. Erdészeti Kísérletek 20. 1918. 1−2. szám. 1−97.; 3−4. szám, 183−247. o. Újraközlése In: Másfél évszázad növényföldrajzi gondolataiból; szerk. Bartha Dénes, Oroszi Sándor; NYME Erdőmérnöki Kar Növénytani Tanszék, Tilia, 12. kötet, Sopron, 2004. 79–198. o. Online.

## Emlékezete

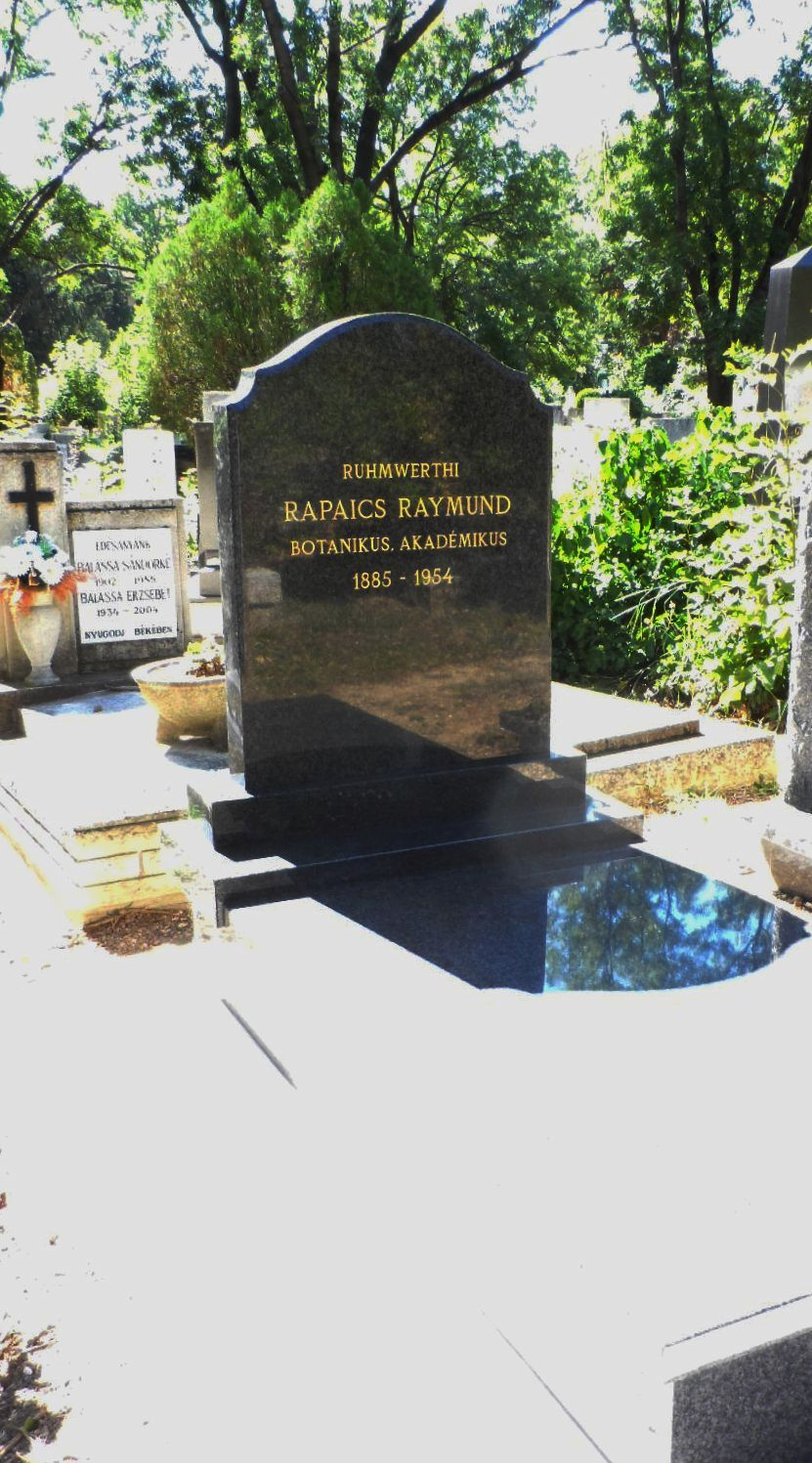
Sírja a Farkasréti temetőben, 2013 (28/1-1-14)

- Személye és munkássága emlékét őrzi Móra Ferenc A magyarság virágai című esszéje (megjelent az író A fele sem tudomány című kötetében).